# Khu bảo tồn linh dương Aïr và Ténéré
Khu bảo tồn linh dương Aïr và Ténéré là một khu bảo tồn thiên nhiên ở trung tâm miền bắc của Niger. Nó là một phần của Khu bảo tồn thiên nhiên quốc gia Aïr và Ténéré lớn hơn đã được UNESCO công nhận là Di sản thế giới.
Được thành lập để bảo tồn loài Linh dương sừng xoắn châu Phi đang bị đe dọa bên bờ tuyệt chủng, một loài trước đây đã từng thấy nhiều tại khu vực Dãy núi Aïr và Ténéré. Khu bảo tồn được thành lập vào ngày 1 tháng 1 năm 1988, là khu bảo tồn IUCN loại Ia, khu bảo tồn thiên nhiên nghiêm ngặt và là khu bảo tồn hạn chế sự có mặt của con người nhất tại Niger.
Kế hoạch trong những năm 1990 về trại nuôi nhốt linh dương đã chưa thể thực hiện được bởi Cuộc nổi dậy Tuareg, và sau đó việc tái thực hiện cũng phải ngừng lại bởi Cuộc nổi dậy 2007.